# Abacoclytus ventripennis
Abacoclytus ventripennis är en skalbaggsart som först beskrevs av Maurice Pic 1908.  Abacoclytus ventripennis ingår i släktet Abacoclytus och familjen långhorningar.